# Boksopp
Boksopp (Xerocomellus pruinatus) är en sopp som tillhör familjen Boletaceae.

## Förekomst
Boksoppen har en vid utbredning i Europa, men detaljerna är osäkra på grund av sammanblandning med liknande närstående arter (som Xerocomus cisalpinus). I Sverige förekommer den, liksom boken, främst i Skåne, med en del spridda fynd i övriga Götaland. I Danmark är den allmän utom på de jylländska hedesletterne och i Norge är den funnen på ett fåtal platser i södra delen av landet. Den bildar ektomykorrhiza med bokar, sällsynt med ekar.

## Kännetecken
Hatten blir upp till 10 cm i diameter. Hatthuden är ljust till mörk brun, ibland rödbrun, pruinös (blådaggig) och sällan uppsprickande. Porerna är gula, ganska stora, och blånar endast svagt och långsamt, om alls, vid beröring. Sporerna är svagt stimmiga (svårsett i mikroskop). Foten är gul, neråt vanligen rödkornig, blånar vid beröring. Köttet är gulaktigt i hatten, gulare i foten (ofta rödaktigt i basen) och blånar långsamt i snittytor (särskilt i fotbasen och i hatten, speciellt där foten fäster). Boksoppen är snarlik flera andra arter: "Xerocomus communis" (Hortiboletus engelii) och missfärgade exemplar av rödsopp har röda prickar i fotbasens kött, Xerocomus cisalpinus (som också har strimmiga sporer, vilka dock vanligen är mindre,  under 5 μm) har vanligen en uppsprickande hatt och starkare blånande fruktkött, rutsopp har uppsprickande hatthud som visar rödaktigt fruktkött i sprickorna och Hortiboletus bubalinus har oftast orange fläckar i fotbasens kött, släta sporer och växer med lindar och popplar (vanligen i stadsmiljöer).

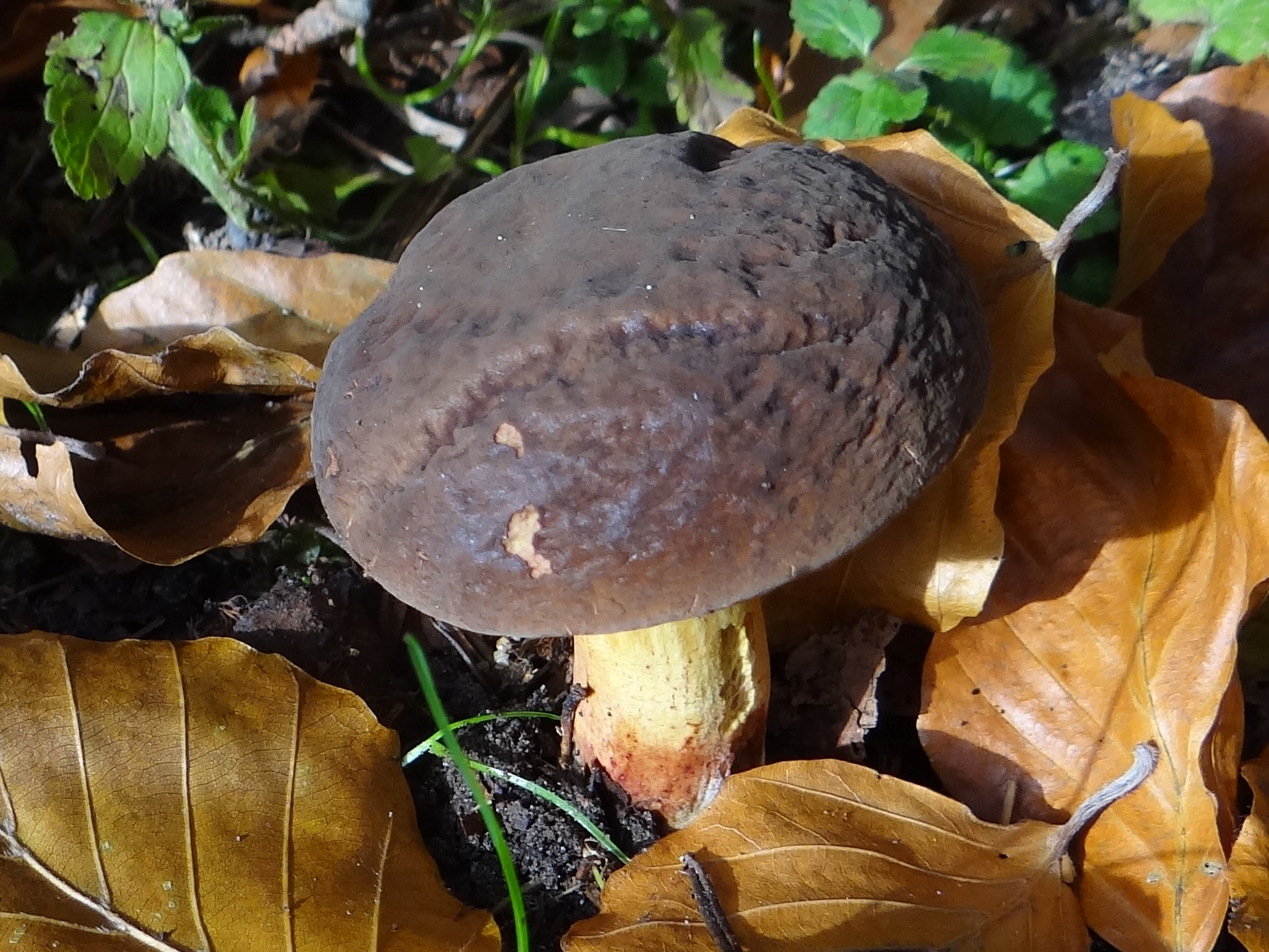
Hatthuden är ofta tydligt pruinös - ser ut att vara överdragen av en hinna.
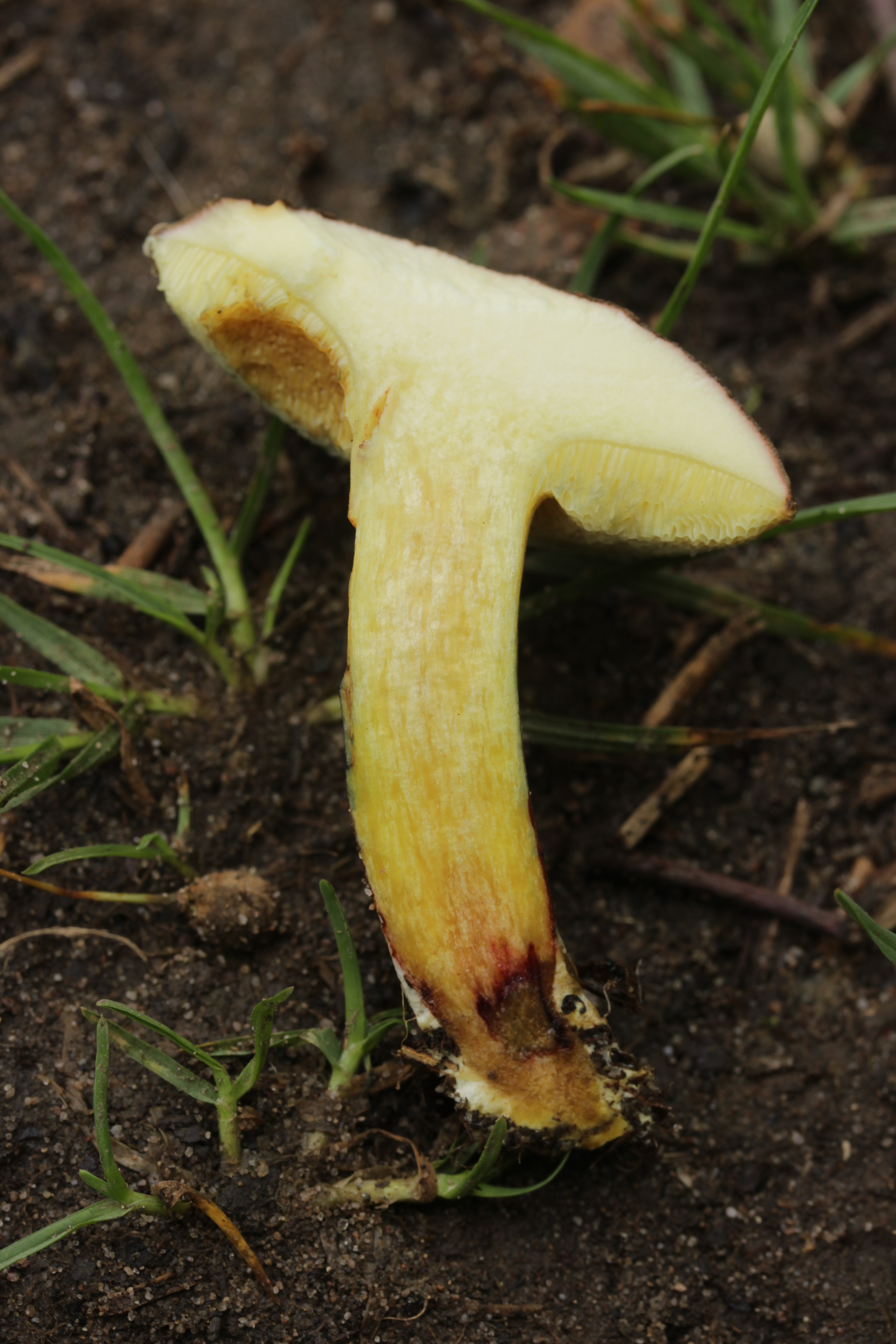
Köttet är ljusare i hatten, ibland med röda toner i fotbasen och blånar endast svagt och långsamt.
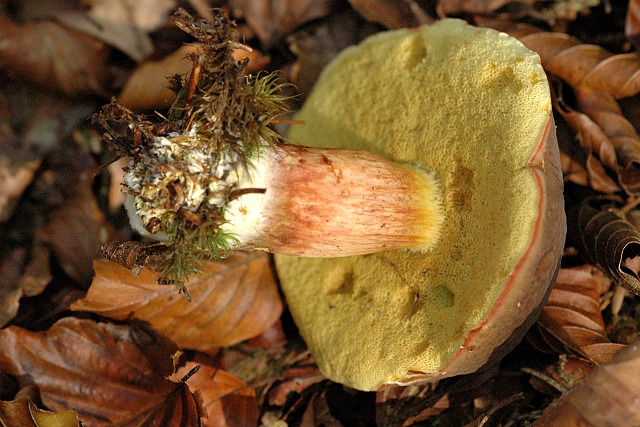
Porerna är gula och blånar endast svagt, om alls. Foten är ofta mer eller mindre röd.
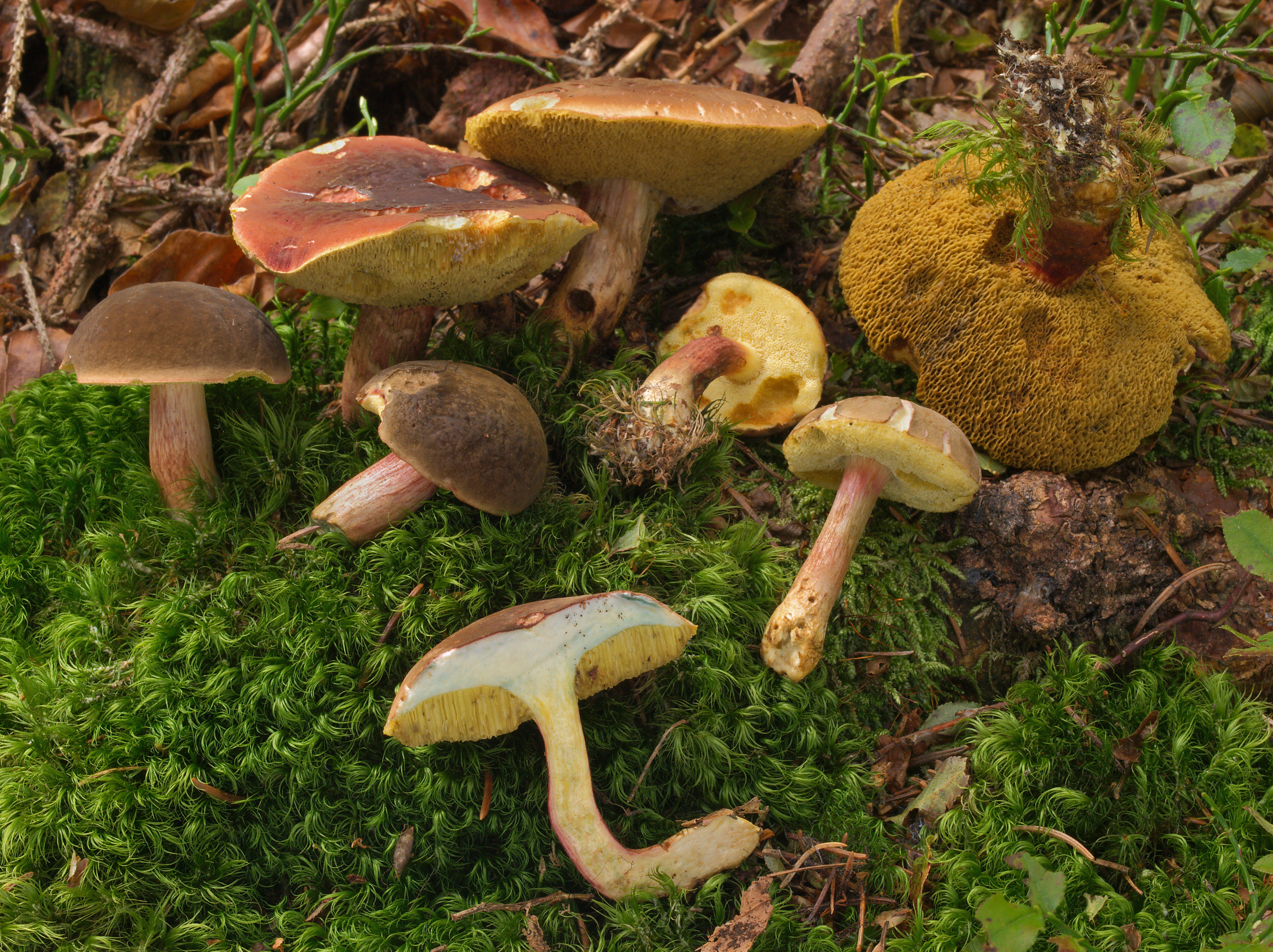
Det ituskurna exemplaret visar en svag blånad i hatten.

## Taxonomi
Boksoppen beskrevs av Elias Fries och Christopher Theodor Hök 1835 som Boletus pruinatus. Den flyttades till Xerocomus av Lucien Quélet 1888 och till det nyskapade släktet Xerocomellus av Josef Šutara 2008.
Artnamnet pruinatus betyder "pruinös" (pudrad, blådaggig) och syftar på hatthuden.